# (35232) 1995 GS7
1995 GS7 (asteroide 35232) é um asteroide da cintura principal. Possui uma excentricidade de 0.06363150 e uma inclinação de 7.10651º.
Este asteroide foi descoberto no dia 4 de abril de 1995 por Beijing Schmidt CCD Asteroid Program em Xinglong.